# Karleskees
Das Karleskees ist ein Gletscher im Gschlösskamm im Bezirk Lienz (Osttirol).
Das Karleskees befindet sich hoch über dem Gschlösstal an der Nordseite des Gschlösskamms zwischen dem Inneren Knorrkogel im Westen und dem Äußeren Knorrkogel im Osten. Beim Karleskees handelt es sich um einen Kargletscher, der an seinem Fuß einen größeren Gletschersee speist.
Anfang der 1870er Jahre füllte der Karleskees noch das gesamte Kar zwischen den Knorrkogeln aus, zudem reichte es im Westen bis an den Nordgrat des Inneren Knorrkogel und stieß am Nordwestgrat des Äußeren Knorrkogel mit dem Knorrkees zusammen. Nach Norden reichte es bis zu einer Höhe etwa 2500 m ü. A. Im Zuge des Gletscherschwundes seit der Mitte des 19. Jahrhunderts zog sich das Karleskees im Westen komplett von der Nordostflanke des Inneren Knorrkogel und im Westen vom Nordwestgrat des Äußeren Knorrkogel zurück. Damit ging auch die Verbindung zum Knorrkees verloren. Der heute vorhandene Gletschersee war im 19. Jahrhundert noch nicht vorhanden.